# محمد صلاح
محمد صلاح حامد محروس غالی (عربی: محمد صلاح حامد محروس غالي؛ زادهٔ ۱۵ ژوئن ۱۹۹۲) بازیکن فوتبال اهل مصر است که برای باشگاه لیورپول بازی می‌کند و کاپیتان تیم ملی مصر است.
او سابقه عضویت در تیم‌های المقاولون العرب، بازل، چلسی، فیورنتینا، رم و لیورپول را دارد. صلاح سابقه ۹۸ بازی و ۵۶ گل ملی در کارنامه دارد. محمد صلاح در بازی مقدماتی جام جهانی ۲۰۱۸ با گل کردن پنالتی در دقیقهٔ ۹۵ باعث صعود مصر به جام جهانی پس از ۲۸ سال شد.

## باشگاهی حرفه‌ای

### المقاولون العرب
محمد صلاح فوتبالش را از آکادمی باشگاه المقاولون مصر شروع کرد و در ابتدا در پست مدافع چپ تیم جوانان باشگاه بازی می‌کرد. او همچنین در سال ۲۰۱۰ نخستین بازی خود را در سطح بزرگسالان برای این باشگاه انجام داد. وی در دسامبر ۲۰۱۰، در بازی برابر الاهلی توانست نخستین گلش را بزند.او از رونالدو نازاریو، زین الدین زیدان و فرانچسکو توتی به عنوان بت‌های دوران کودکی خود نام می‌برد. در سال ۲۰۰۶، او در سن ۱۴ سالگی پس از اینکه توسط یک پیشاهنگ که در ابتدا برای تماشای بازی کودک دیگری آمده بود، دیده شد، به تیم جوانان القاولون العرب پیوست. صلاح اغلب مجبور بود مدرسه را ترک کند تا سفر سه ساعته را به آموزش برساند. هنگامی که صلاح ۱۵ ساله بود، مورد توجه محمد رضوان، سرمربی وقت تیم اصلی قرار گرفت و بلافاصله او را به تیم اصلی منتقل کرد. صلاح به دلیل عدم شکل کامل عضلاتش به دلیل سن کم، مجبور شد رژیم غذایی و تمرینی خاصی به او داده شود.
صلاح اولین بازی خود را در تیم اصلی در ۳ می ۲۰۱۰ در لیگ برتر مصر انجام داد و به عنوان بازیکن تعویضی در تساوی ۱–۱ خارج از خانه مقابل المنصوره به میدان رفت. در طول فصل ۲۰۱۰–۲۰۱۱ صلاح به کسب دقایق در زمین ادامه داد و در نهایت به یک بازیکن ثابت در تیم تبدیل شد. صلاح با وجود اینکه زمان بازی منظم را دریافت می‌کرد، برای گلزنی تلاش می‌کرد. در رختکن بعد از مسابقات گاهی اوقات به همین دلیل اشک می‌ریخت و رضوان می‌گوید که این فقط به او انگیزه می‌داد تا بهتر شود. او اولین گل خود را در ۲۵ دسامبر ۲۰۱۰ در تساوی ۱–۱ خارج از خانه مقابل الاهلی به ثمر رساند. او به‌طور منظم برای المقاولون باقی ماند و در هر بازی فصل ۲۰۱۱–۲۰۱۲ نیز حاضر شد. پس از شورش استادیوم پورت سعید در ۱ فوریه ۲۰۱۲، لیگ برتر مصر به حالت تعلیق درآمد، و در ۱۰ مارس، اتحادیه فوتبال مصر تصمیم خود را برای لغو باقیمانده فصل اعلام کرد.

### بازل

#### ۲۰۱۲–۲۰۱۳: پیشرفت

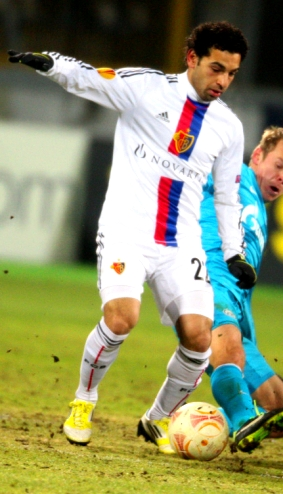
۲۰۱۴

باشگاه فوتبال بازل در سوپرلیگ سوئیس مدتی بود که صلاح را زیر نظر داشت، بنابراین پس از تعلیق لیگ برتر مصر، این باشگاه یک بازی دوستانه با تیم ملی زیر ۲۳ سال مصر ترتیب داد. این مسابقه در ۱۶ مارس در استادیوم رانکهوف در بازل برگزار شد و صلاح علی‌رغم اینکه تنها در نیمه دوم بازی کرد، دو بار گلزنی کرد و به مصری‌ها کمک کرد تا ۴–۳ پیروز شوند. بازل متعاقباً از صلاح دعوت کرد تا برای یک هفته آموزش در شهر بماند. در ۱۰ آوریل ۲۰۱۲، اعلام شد که صلاح با قراردادی چهار ساله از ۱۵ ژوئن ۲۰۱۲ با بازل قرارداد امضا کرده است. او در ابتدا به سختی می‌توانست در سوئیس مستقر شود، زیرا نمی‌توانست به زبان‌های آنها صحبت کند و به عنوان جایگزینی برای جردان شقیری به تیم آمده بود. صلاح در اولین بازی غیررسمی خود در ۲۳ ژوئن ۲۰۱۲ مقابل استوا بخارست در یک بازی دوستانه در شکست ۴–۲ گلزنی کرد. او اولین بازی رسمی خود را در بازل در مرحله مقدماتی لیگ قهرمانان اروپا مقابل باشگاه فوتبال مولده در ۸ آگوست انجام داد و در دقیقه ۷۴ به عنوان بازیکن تعویضی وارد زمین شد. او اولین بازی خود را در لیگ در ۱۲ آگوست مقابل باشگاه فوتبال تون انجام داد.
صلاح اولین گل خود را در لیگ یک هفته بعد به ثمر رساند و گل دوم را در پیروزی خانگی ۲–۰ مقابل لوزان-اسپورت به ثمر رساند. صلاح اولین گل خود را در لیگ اروپا در یک چهارم نهایی در ۱۱ آوریل ۲۰۱۳ به ثمر رساند و بازل با شکست ۴–۱ تاتنهام هاتسپر در ضربات پنالتی پس از تساوی ۴–۴ در مجموع به نیمه نهایی صعود کرد. در نیمه نهایی در ۲ می، صلاح در خارج از خانه مقابل چلسی گلزنی کرد، اگرچه بازل در مجموع ۵–۲ شکست خورد. با وجود ناامیدی دیرهنگام در اروپا، بازل قهرمانی سوپرلیگ سوئیس را در فصل ۲۰۱۲–۲۰۱۳ به دست آورد و در جام حذفی سوئیس نایب قهرمان شد.

#### ۲۰۱۳–۲۰۱۴: آخرین فصل
قبل از فصل ۲۰۱۳–۱۴ سوپرلیگ سوئیس، صلاح یکی از اعضای تیم بازل بود که قهرمان جام اورن ۲۰۱۳ شد. صلاح در اولین بازی خود در لیگ مقابل ارو در ۱۳ ژوئیه ۲۰۱۳ گلزنی کرد. او اولین گل خود را در لیگ قهرمانان اروپا یک ماه بعد مقابل مکابی تل آویو در ۶ اوت ۲۰۱۳ در سومین دور مقدماتی به ثمر رساند. پس از بازی جنجال‌های بزرگی در مورد او ایجاد شد، پس از اینکه به نظر می‌رسید عمداً از دست دادن با بازیکنان باشگاه اسرائیلی در هر دو بازی خانگی و خارج از خانه خودداری می‌کند.
او دو بار در برابر قهرمان لیگ بلغارستان باشگاه فوتبال لودوگورتس رازگراد در ۲۱ اوت ۲۰۱۳ در دور پلی آف گلزنی کرد. در ۱۸ سپتامبر ۲۰۱۳، صلاح گل تساوی مقابل چلسی را در پیروزی ۲–۱ خارج از خانه در مرحله گروهی به ثمر رساند. در جریان تساوی برگشت در ۲۶ نوامبر در ورزشگاه سنت جیکوب پارک، صلاح گل پیروزی را به ثمر رساند تا بازل برای دومین بار چلسی را با پیروزی ۱–۰ خانگی شکست دهد. با این حال او نتوانست از حذف بازل در مرحله گروهی جلوگیری کند.
در لیگ سوئیس، صلاح به گلزنی ادامه داد. او با به ثمر رساندن ۴ گل در ۱۸ بازی از جمله یک دبل مقابل رقبای عنوان قهرمانی یانگ بویز، به بازل کمک کرد تا برای پنجمین بار متوالی عنوان قهرمانی لیگ را به دست آورد.
در ۲۳ ژانویه ۲۰۱۴ اعلام شد که صلاح بازل را ترک خواهد کرد. صلاح در طول مدت حضورش در این باشگاه، در مجموع ۹۵ بازی برای بازل انجام داد و در مجموع ۲۱ گل به ثمر رساند. ۴۷ بازی از این بازی‌ها در سوپرلیگ سوئیس، شش بازی در جام حذفی سوئیس، ۲۶ بازی در رقابت‌های یوفا (لیگ قهرمانان اروپا و لیگ اروپا) و ۱۶ بازی دوستانه بود. او ۹ گل در لیگ داخلی، چهار گل در جام حذفی و هفت گل در بازی‌های اروپایی به ثمر رساند.

### چلسی

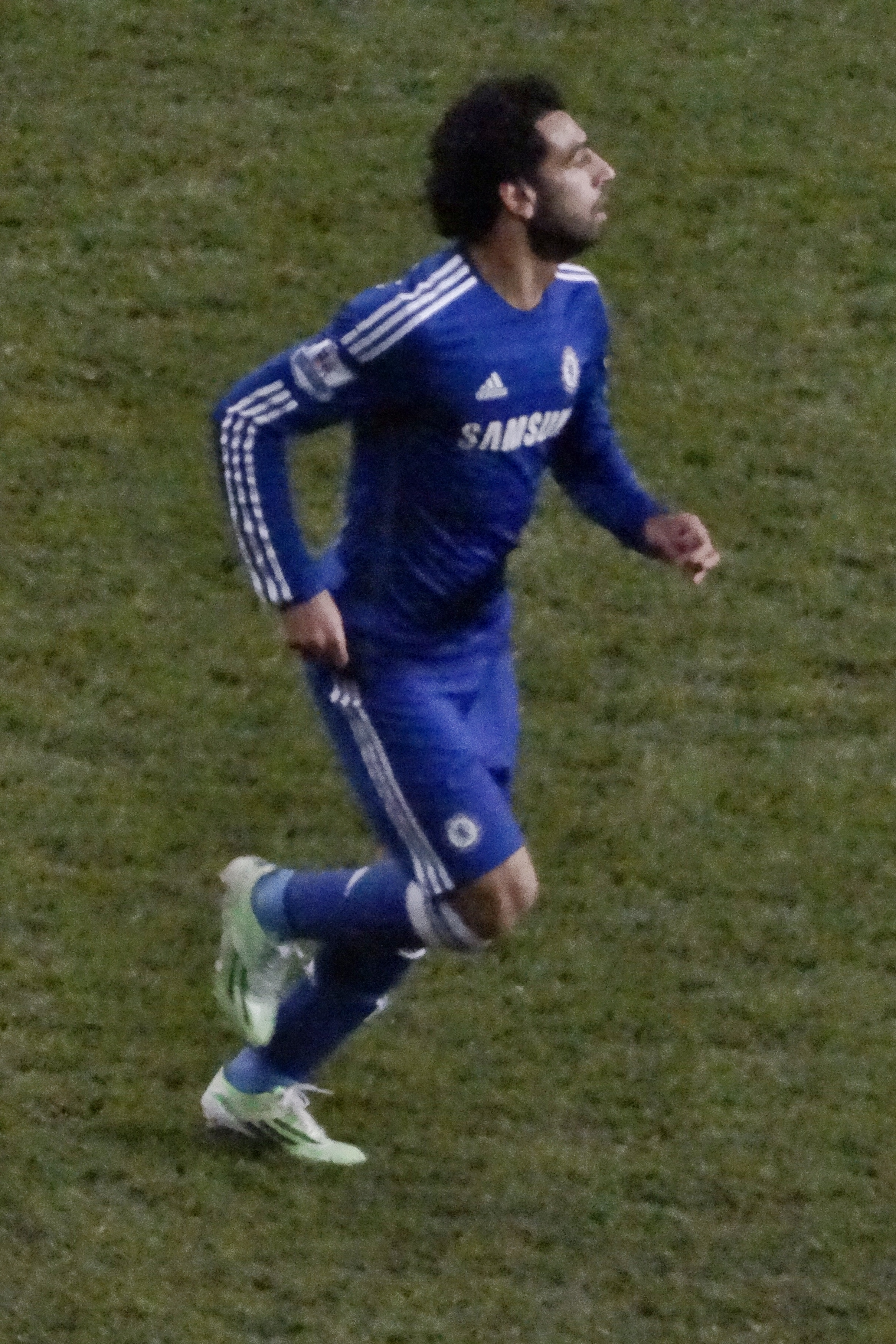
۲۰۱۵

#### ۲۰۱۴: ورود به تیم اصلی
در ۲۳ ژانویه ۲۰۱۴، باشگاه لیگ برتر چلسی اعلام کرد که قراردادی با بازل برای جذب صلاح با مبلغی معادل ۱۱ میلیون پوند منعقد شده است. سه روز بعد این انتقال به پایان رسید و او اولین مصری بود که با این باشگاه مستقر در لندن قرارداد امضا کرد. لیورپول نیز به صلاح علاقمند بود و پیشنهاد ۱۱ میلیون پوندی داده بود اما توسط چلسی شکست خورد.
در ۸ فوریه، صلاح اولین بازی خود را برای چلسی در لیگ برتر انگلستان انجام داد و در پیروزی ۳–۰ مقابل نیوکاسل یونایتد به عنوان بازیکن تعویضی به میدان رفت. هفت هفته بعد، در ۲۲ مارس، صلاح اولین گل خود را برای چلسی مقابل آرسنال در دربی لندن به ثمر رساند و به عنوان بازیکن تعویضی به جای اسکار وارد زمین شد، در مسابقه ای که با پیروزی ۶–۰ خانگی به پایان رسید. در ۵ آوریل، صلاح بار دیگر موفق به گلزنی شد و بعداً یک پنالتی گرفت و گل سوم را در پیروزی ۳–۰ چلسی مقابل استوک سیتی به ثمر رساند.

#### ۲۰۱۴–۲۰۱۵: موفقیت داخلی
قبل از فصل ۲۰۱۴–۲۰۱۵، پس از گزارش‌ها مبنی بر اینکه او ممکن است مجبور به بازگشت به مصر برای انجام خدمت سربازی شود، ثبت نام او توسط وزیر آموزش عالی مصر، لغو شد. او پس از دیدار با ابراهیم محلب، نخست‌وزیر وقت مصر و وزیر آموزش عالی و شوقی غریب، سرمربی تیم ملی مصر، از خدمت سربازی در امان ماند. صلاح در ابتدای فصل شماره اش را از ۱۵ به ۱۷ تغییر داد و شماره جدید او توسط ادن هازارد به شماره ۱۰ تغییر یافت.
صلاح در طول فصل به ندرت در ترکیب تیم قرار گرفت و تنها سه بازی در لیگ برتر، دو حضور در لیگ قهرمانان اروپا و سه بازی در جام حذفی انجام داد و در هیچ‌یک از آنها موفق به گلزنی نشد. در ۲۸ اکتبر ۲۰۱۴، پس از عملکرد ضعیف در پیروزی ۲–۱ خارج از خانه در برابر شروزبری تاون در دور چهارم جام اتحادیه، او و دیگر وینگر تیم آندره شورله به‌طور علنی توسط سرمربی ژوزه مورینیو مورد انتقاد قرار گرفتند. اگرچه صلاح قبل از انتقال قرضی به فیورنتینا تنها سه بازی در لیگ انجام داد، اما مورینیو اظهار داشت که به خاطر کمک‌هایش در آن فصل، مدال برنده ماکت را از باشگاه دریافت خواهد کرد.

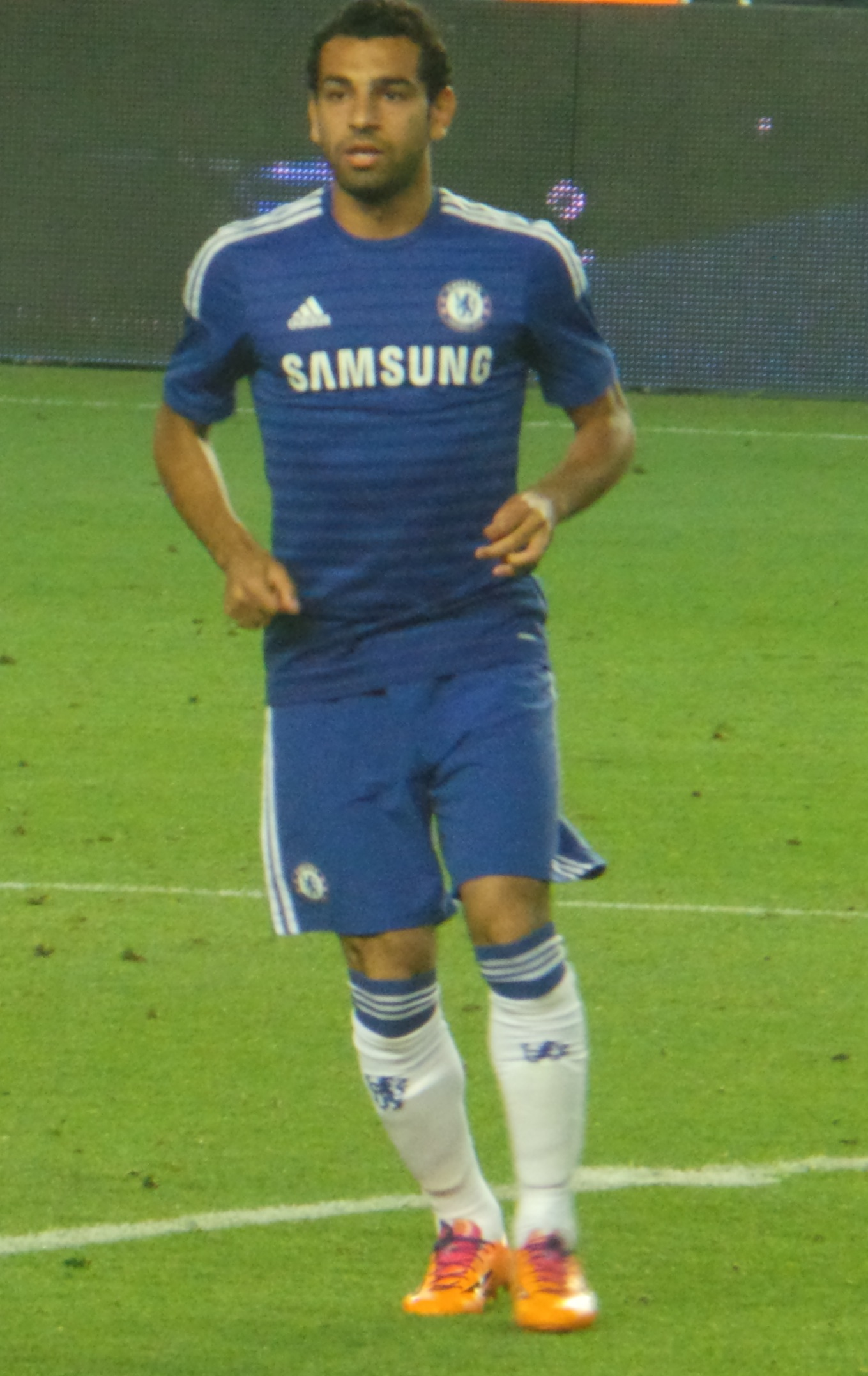
صلاح در حال بازی برای چلسی، آگوست ۲۰۱۴

### فیورنتینا

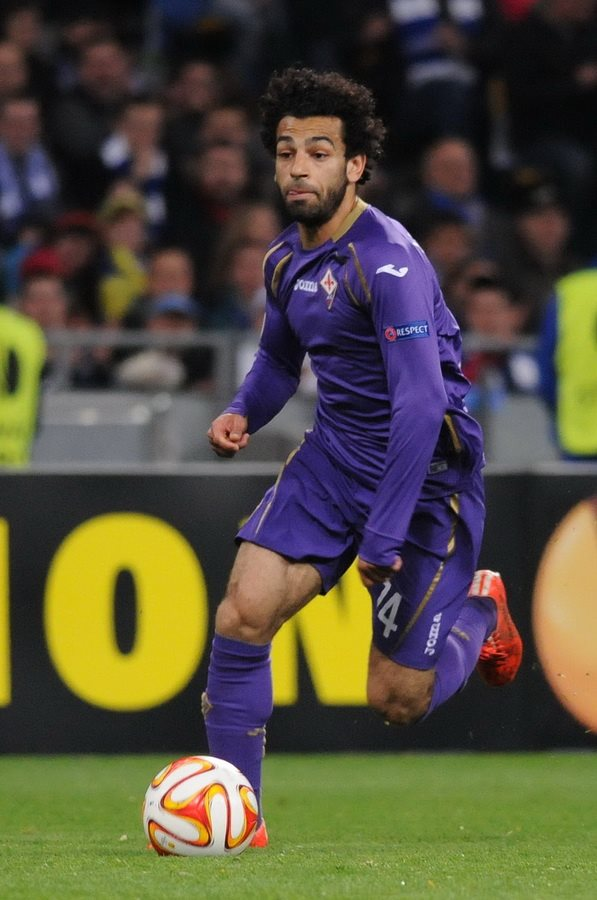
صلاح در حال بازی برای باشگاه فوتبال فیورنتینا در سال ۲۰۱۵

در ۲ فوریه ۲۰۱۵، چلسی تأیید کرد که صلاح به صورت قرضی ۱۸ ماهه تا پایان فصل ۲۰۱۵–۲۰۱۶ به باشگاه ایتالیایی فیورنتینا می‌پیوندد، به عنوان بخشی از قرارداد نقل و انتقالاتی که خوان کوادرادو به چلسی می‌پیوست. شش روز پس از امضای قرارداد، او اولین بازی خود را در دقیقه ۶۵ به عنوان جایگزین خواکین در پیروزی خانگی ۳–۲ مقابل آتالانتا در سری آ از روی نیمکت انجام داد. صلاح پیراهن شماره ۷۴ را به یادبود قربانیان شورش استادیوم پورت سعید انتخاب کرد.
صلاح اولین بازی خود را برای فیورنتینا در ۱۴ فوریه مقابل ساسولو انجام داد و اولین گل خود را برای این باشگاه در دقیقه ۳۰ به ثمر رساند. او سپس تنها دو دقیقه پس از گلزنی یک پاس گل به خوما باباکار داد. این مسابقه با پیروزی ۳–۱ فیورنتینا به پایان رسید. دوازده روز بعد، صلاح اولین گل اروپایی خود را برای فیورنتینا به ثمر رساند و تیمش با پیروزی ۳–۱ برابر تاتنهام در مجموع به مرحله یک‌هشتم نهایی لیگ اروپا صعود کرد. صلاح در پیروزی فیورنتینا در برابر اینترمیلان در ۱ مارس سومین گل خود را در سری آ به ثمر رساند. چهار روز پس از آن، صلاح هر دو گل فیورنتینا را در پیروزی ۲–۱ خارج از خانه مقابل یوونتوس در بازی رفت نیمه نهایی کوپا ایتالیا رساند. در پایان فصل، فیورنتینا بندی را برای دائمی کردن انتقال قرضی فعال کرد، اما صلاح این انتقال را رد کرد. با وجود اینکه قرارداد قرضی به مدت ۱۸ ماه بود، صلاح از بازگشت به فیورنتینا خودداری کرد و در عوض به باشگاه رم در سری آ پیوست. در ۱۱ سپتامبر، فیورنتینا شکایتی را به فیفا ارائه کرد و ادعا کرد که چلسی با اجازه دادن به صلاح برای پیوستن به صورت قرضی به رم، قرارداد توافق شده را نقض کرده است. دادگاه حکمیت ورزش صلاح و چلسی را از هرگونه تخلف تبرئه کرد.

### رم

#### ۲۰۱۵–۲۰۱۶: انتقال قرضی
در ۶ آگوست ۲۰۱۵، صلاح با یک قرارداد یک فصل قرضی به مبلغ ۵ میلیون یورو با بند خرید به رم پیوست. او اعلام کرد از این انتقال خوشحال است و رم را یکی از بزرگ‌ترین باشگاه‌های بزرگ جهان دانست. او پیراهن شماره ۱۱ را پوشیده بود. صلاح اولین بازی خود را در ۲۲ آگوست انجام داد و فصل جدید با تساوی ۱–۱ خارج از خانه مقابل هلاس ورونا آغاز شد. در ۲۰ سپتامبر، صلاح اولین گل فصل خود را مقابل ساسولو به ثمر رساند و بازی با تساوی ۲–۲ به پایان رسید. او در دو بازی بعدی خود، باخت ۲–۱ مقابل سمپدوریا و پیروزی ۵–۱ مقابل کارپی گلزنی کرد. در ۲۵ اکتبر، صلاح گل اول تیمش را مقابل باشگاه سابقش فیورنتینا در پیروزی ۲–۱ خارج از خانه به ثمر رساند تا به کسب چهارمین پیروزی متوالی در لیگ به رم کمک کند. در همان بازی، صلاح پس از دریافت دومین زرد در دقایق پایانی مسابقه، تنها چند ثانیه پس از دریافت اولین کارت زرد خود، اخراج شد. در ۴ نوامبر، او گل آغازین پیروزی ۳–۲ در لیگ قهرمانان اروپا مقابل بایر لورکوزن را به ثمر رساند.
در ۴ مارس، او دوباره به مصاف تیم سابق خود فیورنتینا رفت و دبل دیگری به ثمر رساند تا رم ۴–۱ پیروز شد و به سه تیم برتر راه یافت. صلاح در آن فصل سه گل دیگر در مقابل بولونیا، جنوآ و آث میلان به ثمر رساند. در فصل ۲۰۱۵–۲۰۱۶، صلاح در ۴۲ بازی ۱۵ گل به ثمر رساند تا رم در رده سوم سری آ قرار گیرد و به لیگ قهرمانان اروپا راه یابد. در ماه ژوئن، اعلام شد که صلاح برنده جایزه بهترین بازیکن فصل ۲۰۱۵–۲۰۱۶ باشگاه شد.

### لیورپول

##### ۲۰۱۷–۲۰۱۸: موفقیت فردی و رکورد شکنی
در ۲۲ ژوئن ۲۰۱۷، صلاح با انتقال به باشگاه انگلیسی لیورپول موافقت کرد. او قراردادی بلندمدت با قرمزها با مبلغ اولیه ۳۶٫۵ میلیون پوند امضا کرد که می‌تواند به ۴۳ میلیون پوند افزایش یابد. این هزینه یک رکورد برای لیورپول بود و ۳۵ میلیون پوندی که برای اندی کارول در سال ۲۰۱۱ خرج شد، تحت الشعاع قرار گرفت. پیراهن شماره ۱۱ که قبلاً توسط روبرتو فیرمینو پوشیده شده بود به او اختصاص داده شد که در عوض فیرمینو به شماره ۹ تغییر کرد. او در ۱ ژوئیه پس از باز شدن پنجره نقل و انتقالات تابستانی به این باشگاه پیوست و اولین بازیکن مصری لیورپول در اولین بازی خود در لیگ برتر مقابل واتفورد در تساوی ۳–۳ خارج از خانه در ۱۲ آگوست گلزنی کرد. در ۲۴ آگوست، در پیروزی خانگی ۴–۲ (۶–۳ در مجموع) دور پلی آف لیگ قهرمانان اروپا ۲۰۱۷–۲۰۱۸ مقابل هافنهایم صلاح دومین گل خود را برای لیورپول به ثمر رساند. سه روز بعد، صلاح در پیروزی ۴–۰ مقابل آرسنال گلزنی کرد و یک پاس گل داد. صلاح به خاطر عملکردش در ماه آگوست، جایزه بهترین بازیکن ماه را از هواداران لیورپول دریافت کرد. در ۱۷ اکتبر، صلاح دو بار در پیروزی ۷–۰ لیگ قهرمانان اروپا مقابل ماریبور گلزنی کرد و به لیورپول کمک کرد تا بزرگ‌ترین برد خارج از خانه در این رقابت‌ها و بزرگ‌ترین برد خارج از خانه یک باشگاه انگلیسی را به دست آورد.
در ۲۶ نوامبر ۲۰۱۷، در تساوی ۱–۱ خانگی با تیم سابقش چلسی صلاح گل ابتدای بازی را به ثمر رساند و به دلیل احترام به باشگاه و همچنین قربانیان حمله به مسجد سینا دو روز قبل، از شادی گل خودداری کرد. صلاح پس از ورود به عنوان بازیکن تعویضی در خارج از خانه در استوک سیتی در ۲۹ نوامبر در پیروزی ۳–۰ با دو گلزنی در صدر جدول گلزنان لیگ برتر قرار گرفت. ماه بعد، صلاح در پیروزی ۴–۰ مقابل بورنموث گلزنی کرد، نتیجه ای که باعث شد لیورپول به اولین تیم در تاریخ لیگ برتر تبدیل شود که چهار بازی متوالی خارج از خانه لیگ را با اختلاف حداقل سه گل پیروز می‌شود. در این فرایند، او همچنین دومین بازیکن سریع لیورپول بود به ۲۰ گل در ۲۶ بازی رسید، پس از جورج آلان که در ۱۹ بازی در سال ۱۸۹۵ به این نقطه عطف رسید. در ۱۷ مارس ۲۰۱۸، صلاح در پیروزی ۵–۰ مقابل واتفورد چهار گل به ثمر رساند که اولین هت تریک او برای لیورپول بود. او در این بازی همچنین رکورد گلزنی ۳۶ بار در اولین فصل حضورش برای لیورپول را شکست و همچنین با پیشی گرفتن از لیونل مسی از بارسلونا و هری کین، مهاجم تاتنهام، به بهترین گلزن در پنج لیگ برتر اروپا تبدیل شد. استیون جرارد کاپیتان سابق لیورپول پس از رکوردشکنی گل‌های صلاح، اظهار داشت: «ما شاهد شروع عظمت هستیم».
در اوایل آوریل ۲۰۱۸، او در هر دو بازی یک چهارم نهایی لیگ قهرمانان اروپا مقابل منچسترسیتی گلزنی کرد تا به صعود تیمش به نیمه نهایی کمک کند. در ۲۲ آوریل ۲۰۱۸، صلاح جایزه بهترین بازیکن سال پی اف ای را دریافت کرد، که قبلاً در تیم سال پی اف ای نیز انتخاب شده بود. دو روز بعد، او در پیروزی ۵–۲ بازی رفت نیمه نهایی لیگ قهرمانان اروپا مقابل باشگاه سابقش، رم، دو گل به ثمر رساند. با انجام این کار، او به‌طور همزمان اولین بازیکن آفریقایی و اولین بازیکن لیورپول شد که در یک فصل در این مسابقات ۱۰ گل به ثمر رساند. دبل او همچنین او را به ۴۳ گل در این فصل در تمام رقابت‌ها رساند و از آمار ۴۲ گل راجر هانت پیشی گرفت و او را به دومین گلزن برتر لیورپول در یک فصل پس از یان راش تبدیل کرد. او همچنین از مجموع ۳۶ گل رابی فاولر در فصل ۱۹۹۵–۱۹۹۶ و رکورد ۳۳ گل فرناندو تورس برای بیشترین گل توسط یک بازیکن لیورپول در اولین فصل خود پیشی گرفته بود. صلاح پس از دو گل و پاس گل در بازی رفت مقابل رم، در بازی رفت حضور یافت و لیورپول در مجموع ۷–۶ باشگاه ایتالیایی را شکست داد تا برای اولین بار در پس از یازده سال به فینال راه یابد. او سپس به بهترین گلزن تاریخ لیگ برتر در یک فصل تبدیل شد و سی و دومین گل لیگ خود را در پیروزی ۴–۰ مقابل برایتون اند هوو آلبیون در مسیر دریافت کفش طلای لیگ برتر به ثبت رساند.

در فینال لیگ قهرمانان اروپا ۲۰۱۸ مقابل رئال مادرید، صلاح در دقیقه ۳۰ پس از خطای سرخیو راموس مدافع رئال مادرید، از ناحیه شانه چپ مصدوم شد. پس از ورود دوباره به زمین، با اشک زمین را ترک کرد. این مسابقه با شکست ۳–۱ به پایان رسید. فدراسیون فوتبال مصر اعلام کرد که این هیچ تأثیری بر حضور او برای جام جهانی فوتبال ۲۰۱۸ روسیه نخواهد داشت و صلاح همچنان در ۴ ژوئن در ترکیب نهایی این تیم قرار خواهد گرفت. روز بعد از مسابقه، راموس پیامی نوشت و برای صلاح آرزوهای خوب ارسال کرد.

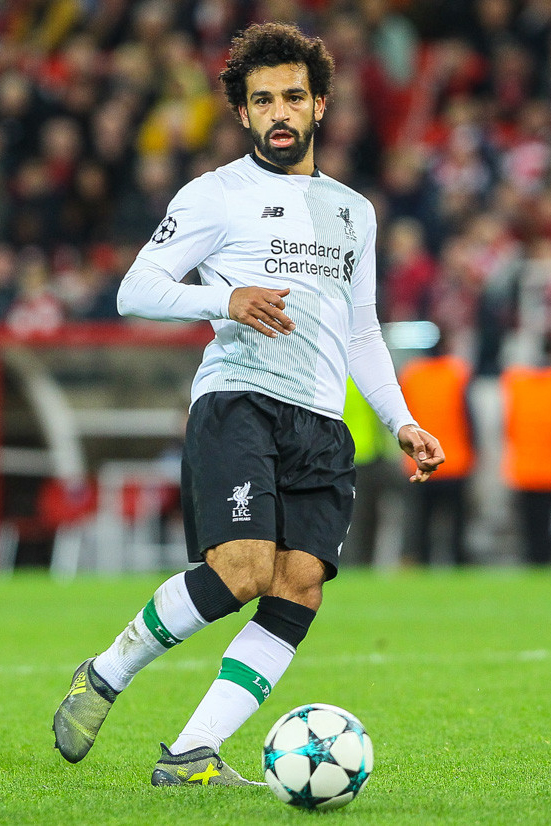
۲۰۱۷

محمد صلاح یکی از مهره‌های تأثیرگذار لیورپول در کسب عنوان قهرمانی لیگ قهرمانان اروپا در فصل ۱۹–۲۰۱۸ و لیگ برتر انگلستان در فصل ۲۰–۲۰۱۹ بود.

## زندگی شخصی
وی یک فرزند دختر به نام مکه دارد که در سال ۲۰۱۴ متولد شده است. صلاح مسلمان است و معمولاً پس از گل زدن سجده می‌کند. تعدادی از هواداران لیورپول شعاری برای وی بر وزن تک‌آهنگ Good Enough ساخته‌اند که در آن خوانده می‌شود اگر او به گل زدن ادامه دهد من نیز مسلمان خواهم شد.
به او توسط هوادارانش و مطبوعات لقب فرعون، و جدیدتر لقب پادشاه مصری توسط هواداران لیورپول داده شده است.

## انتخابات ریاست‌جمهوری
محمد صلاح، در انتخابات ریاست‌جمهوری مصر در سال ۲۰۱۸ بدون این که جزو کاندیداها باشد، در این انتخابات بیش از یک میلیون رای آورد و حتی آرایش از نامزد نفر دوم بیشتر بوده است.

## آمار باشگاهی
تا تاریخ ۳۰ مه ۲۰۲۵
| باشگاه            | فصل               | لیگ               | لیگ  | لیگ | جام ملی | جام ملی | جام لیگ | جام لیگ | قاره‌ای | قاره‌ای | سایر | سایر | مجموع | مجموع |
| باشگاه            | فصل               | دسته              | بازی | گل  | بازی    | گل      | بازی    | گل      | بازی   | گل     | بازی | گل   | بازی  | گل    |
| ----------------- | ----------------- | ----------------- | ---- | --- | ------- | ------- | ------- | ------- | ------ | ------ | ---- | ---- | ----- | ----- |
| مقاولون عرب       | ۲۰۰۹–۲۰۱۰         | لیگ مصر           | ۳    | ۰   | ۲       | ۰       | _       | _       | _      | _      | _    | _    | ۵     | ۰     |
| مقاولون عرب       | ۲۰۱۰–۲۰۱۱         | لیگ مصر           | ۲۰   | ۴   | ۴       | ۱       | _       | _       | _      | _      | _    | _    | ۲۴    | ۵     |
| مقاولون عرب       | ۲۰۱۱–۲۰۱۲         | لیگ مصر           | ۱۵   | ۷   | ۰       | ۰       | _       | _       | _      | _      | _    | _    | ۱۵    | ۷     |
| مجموع مقاولون عرب | مجموع مقاولون عرب | مجموع مقاولون عرب | ۳۸   | ۱۱  | ۶       | ۱       | _       | _       | _      | _      | _    | _    | ۴۴    | ۱۲    |
| بازل              | ۲۰۱۲–۲۰۱۳         | لیگ سوئیس         | ۲۹   | ۵   | ۵       | ۳       | _       | _       | ۱۶     | ۲      | _    | _    | ۵۰    | ۱۰    |
| بازل              | ۲۰۱۳–۲۰۱۴         | لیگ سوئیس         | ۱۸   | ۴   | ۱       | ۱       | _       | _       | ۱۰     | ۵      | _    | _    | ۲۹    | ۱۰    |
| مجموع بازل        | مجموع بازل        | مجموع بازل        | ۴۷   | ۹   | ۶       | ۴       | _       | _       | ۲۶     | ۷      | _    | _    | ۷۹    | ۲۰    |
| چلسی              | ۲۰۱۳–۲۰۱۴         | لیگ انگلیس        | ۱۰   | ۲   | ۱       | ۰       | ۰       | ۰       | ۰      | ۰      | _    | _    | ۱۱    | ۲     |
| چلسی              | ۲۰۱۴–۲۰۱۵         | لیگ انگلیس        | ۳    | ۰   | ۱       | ۰       | ۲       | ۰       | ۲      | ۰      | _    | _    | ۸     | ۰     |
| مجموع چلسی        | مجموع چلسی        | مجموع چلسی        | ۱۳   | ۲   | ۲       | ۰       | ۲       | ۰       | ۲      | ۰      | _    | _    | ۱۹    | ۲     |
| فیورنتینا (قرضی)  | ۲۰۱۵–۲۰۱۶         | سری آ             | ۱۶   | ۶   | ۲       | ۲       | _       | _       | ۸      | ۱      | _    | _    | ۲۶    | ۹     |
| مجموع فیورنتینا   | مجموع فیورنتینا   | مجموع فیورنتینا   | ۱۶   | ۶   | ۲       | ۲       | _       | _       | ۸      | ۱      | _    | _    | ۲۶    | ۹     |
| آ.اس. رم (قرضی)   | ۲۰۱۵–۲۰۱۶         | سری آ             | ۳۴   | ۱۴  | ۱       | ۰       | _       | _       | ۷      | ۱      | _    | _    | ۴۲    | ۱۵    |
| آ.اس. رم          | ۲۰۱۶–۲۰۱۷         | سری آ             | ۳۱   | ۱۵  | ۲       | ۲       | _       | _       | ۸      | ۲      | _    | _    | ۴۱    | ۱۹    |
| مجموع آ.اس. رم    | مجموع آ.اس. رم    | مجموع آ.اس. رم    | ۶۵   | ۲۹  | ۳       | ۲       | _       | _       | ۱۵     | ۳      | _    | _    | ۸۳    | ۳۴    |
| لیورپول           | ۲۰۱۷–۲۰۱۸         | لیگ انگلیس        | ۳۶   | ۳۲  | ۱       | ۱       | ۰       | ۰       | ۱۵     | ۱۱     | ۴    | ۲    | ۵۵    | ۴۶    |
| لیورپول           | ۲۰۱۸–۲۰۱۹         | لیگ انگلیس        | ۳۸   | ۲۲  | ۱       | ۰       | ۱       | ۰       | ۱۲     | ۵      | _    | _    | ۵۲    | ۲۷    |
| لیورپول           | ۲۰۱۹–۲۰۲۰         | لیگ انگلیس        | ۳۴   | ۱۹  | ۲       | ۰       | ۰       | ۰       | ۸      | ۴      | ۴    | ۰    | ۴۴    | ۲۳    |
| لیورپول           | ۲۰۲۰–۲۰۲۱         | لیگ انگلیس        | ۳۷   | ۲۲  | ۲       | ۳       | ۱       | ۰       | ۱۰     | ۶      | ۱    | ۰    | ۵۱    | ۳۱    |
| لیورپول           | ۲۰۲۱–۲۰۲۲         | لیگ انگلیس        | ۳۵   | ۲۳  | ۲       | ۰       | ۱       | ۰       | ۱۳     | ۸      | _    | _    | ۵۱    | ۳۱    |
| لیورپول           | ۲۰۲۲–۲۰۲۳         | لیگ انگلیس        | ۳۸   | ۱۹  | ۳       | ۱       | ۱       | ۱       | ۸      | ۸      | ۱    | ۱    | ۵۱    | ۳۰    |
| لیورپول           | ۲۰۲۳–۲۰۲۴         | لیگ انگلیس        | ۳۲   | ۱۸  | ۸       | ۶       | ۲       | ۱       | ۹      | ۵      | ۰    | ۰    | ۴۴    | ۲۵    |
| لیورپول           | ۲۰۲۴–۲۰۲۵         | لیگ انگلیس        | ۳۸   | ۲۹  | ۷       | ۴       | ۵       | ۲       | ۹      | ۳      | ۰    | ۰    | ۰     | ۰     |
| مجموع لیورپول     | مجموع لیورپول     | مجموع لیورپول     | ۲۷۹  | ۱۸۲ | ۱۱      | ۵       | ۶       | ۲       | ۷۱     | ۴۸     | ۶    | ۱    | ۴۰۱   | ۲۴۵   |
| مجموع آمار        | مجموع آمار        | مجموع آمار        | ۴۶۸  | ۲۴۱ | ۳۱      | ۱۵      | ۱۳      | ۴       | ۱۳۵    | ۶۱     | ۶    | ۱    | ۶۵۳   | ۳۲۲   |

1. ↑  شامل Egypt Cup, جام حذفی فوتبال سوئیس، جام حذفی فوتبال انگلستان and جام حذفی فوتبال ایتالیا
2. ↑  Includes جام اتحادیه باشگاه‌های انگلستان
3. ↑  Two appearances in لیگ قهرمانان اروپا، fourteen appearances and two goals in لیگ اروپا
4. 1 2 3 4 5  Appearances in UEFA Champions League
5. ↑  Appearances in UEFA Europa League
6. ↑  Two appearances in UEFA Champions League, six appearances and two goals in UEFA Europa League

## آمار ملی

### بازی‌های ملی
تا تاریخ ۳ مه ۲۰۲۵
| مصر   | مصر  | مصر | مصر    |
| سال   | بازی | گل  | پاس گل |
| ----- | ---- | --- | ------ |
| ۲۰۱۱  | ۲    | ۱   | ۰      |
| ۲۰۱۲  | ۱۵   | ۷   | ۴      |
| ۲۰۱۳  | ۱۰   | ۹   | ۴      |
| ۲۰۱۴  | ۹    | ۵   | ۲      |
| ۲۰۱۵  | ۴    | ۲   | ۳      |
| ۲۰۱۶  | ۶    | ۵   | ۲      |
| ۲۰۱۷  | ۱۱   | ۵   | ۲      |
| ۲۰۱۸  | ۶    | ۷   | ۲      |
| ۲۰۱۹  | ۵    | ۲   | ۲      |
| ۲۰۲۱  | ۷    | ۲   | ۳      |
| ۲۰۲۲  | ۱۲   | ۴   | ۲      |
| ۲۰۲۳  | ۸    | ۶   | ۴      |
| ۲۰۲۴  | ۸    | ۴   | ۳      |
| ۲۰۲۵  | ۲    | ۱   | ۱      |
| مجموع | ۱۰۵  | ۶۰  | ۳۶     |

### گل‌های ملی
| شماره | تاریخ           | میزبان       | بازی ملی | حریف                 | نتیجه | رقابت                           |
| ----- | --------------- | ------------ | -------- | -------------------- | ----- | ------------------------------- |
| ۱     | ۸ اکتبر ۲۰۱۱    | قاهره        | ۲        | نیجر                 | ۳–۰   | مقدماتی جام ملت‌های آفریقا ۲۰۱۲  |
| ۲     | ۲۷ فوریه ۲۰۱۲   | دوحه         | ۳        | کنیا                 | ۵–۰   | دوستانه                         |
| ۳     | ۲۹ مارس ۲۰۱۲    | خارطوم       | ۶        | اوگاندا              | ۲–۱   | دوستانه                         |
| ۴     | ۳۱ مارس ۲۰۱۲    | خارطوم       | ۷        | چاد                  | ۴–۰   | دوستانه                         |
| ۵     | ۲۲ مه ۲۰۱۲      | ام درمان     | ۱۰       | توگو                 | ۳–۰   | دوستانه                         |
| ۶     | ۲۲ مه ۲۰۱۲      | ام درمان     | ۱۰       | توگو                 | ۳–۰   | دوستانه                         |
| ۷     | ۱۰ ژوئن ۲۰۱۲    | کوناکری      | ۱۲       | گینه                 | ۳–۲   | مقدماتی جام جهانی ۲۰۱۴          |
| ۸     | ۱۵ ژوئن ۲۰۱۲    | اسکندریه     | ۱۳       | جمهوری آفریقای مرکزی | ۲–۳   | مقدماتی جام ملت‌های آفریقا ۲۰۱۳  |
| ۹     | ۶ فوریه ۲۰۱۳    | مادرید       | ۱۸       | شیلی                 | ۱–۲   | دوستانه                         |
| ۱۰    | ۲۲ مارس ۲۰۱۳    | اسکندریه     | ۱۹       | اسواتینی             | ۱۰–۰  | دوستانه                         |
| ۱۱    | ۲۲ مارس ۲۰۱۳    | اسکندریه     | ۱۹       | اسواتینی             | ۱۰–۰  | دوستانه                         |
| ۱۲    | ۹ ژوئن ۲۰۱۳     | هراره        | ۲۱       | زیمبابوه             | ۴–۲   | مقدماتی جام جهانی ۲۰۱۴          |
| ۱۳    | ۹ ژوئن ۲۰۱۳     | هراره        | ۲۱       | زیمبابوه             | ۴–۲   | مقدماتی جام جهانی ۲۰۱۴          |
| ۱۴    | ۹ ژوئن ۲۰۱۳     | هراره        | ۲۱       | زیمبابوه             | ۴–۲   | مقدماتی جام جهانی ۲۰۱۴          |
| ۱۵    | ۱۶ ژوئن ۲۰۱۳    | ماپوتو       | ۲۲       | موزامبیک             | ۱–۰   | مقدماتی جام جهانی ۲۰۱۴          |
| ۱۶    | ۱۴ اوت ۲۰۱۳     | الجونه       | ۲۳       | اوگاندا              | ۳–۰   | دوستانه                         |
| ۱۷    | ۱۰ سپتامبر ۲۰۱۳ | الجونه       | ۲۴       | گینه                 | ۴–۲   | مقدماتی جام جهانی ۲۰۱۴          |
| ۱۸    | ۵ مارس ۲۰۱۴     | اینسبروک     | ۲۸       | بوسنی                | ۲–۰   | دوستانه                         |
| ۱۹    | ۳۰ مه ۲۰۱۴      | سانتیاگو     | ۲۹       | شیلی                 | ۲–۳   | دوستانه                         |
| ۲۰    | ۱۰ اکتبر ۲۰۱۴   | گابورون      | ۳۳       | بوتسوانا             | ۲–۰   | مقدماتی جام ملت‌های آفریقا ۲۰۱۵  |
| ۲۱    | ۱۵ اکتبر ۲۰۱۴   | قاهره        | ۳۴       | بوتسوانا             | ۲–۰   | مقدماتی جام ملت‌های آفریقا ۲۰۱۵  |
| ۲۲    | ۱۹ نوامبر ۲۰۱۴  | المنستیر     | ۳۶       | تونس                 | ۱–۲   | مقدماتی جام ملت‌های آفریقا ۲۰۱۵  |
| ۲۳    | ۱۴ ژوئن ۲۰۱۵    | اسکندریه     | ۳۸       | تانزانیا             | ۳–۰   | مقدماتی جام ملت‌های آفریقا ۲۰۱۷  |
| ۲۴    | ۶ سپتامبر ۲۰۱۵  | انجامنا      | ۳۹       | چاد                  | ۵–۱   | مقدماتی جام ملت‌های آفریقا ۲۰۱۷  |
| ۲۵    | ۵ مارس ۲۰۱۶     | کادونا       | ۴۱       | نیجریه               | ۱–۱   | مقدماتی جام ملت‌های آفریقا ۲۰۱۷  |
| ۲۶    | ۴ ژوئن ۲۰۱۶     | دارالسلام    | ۴۳       | تانزانیا             | ۲–۰   | مقدماتی جام ملت‌های آفریقا ۲۰۱۷  |
| ۲۷    | ۴ ژوئن ۲۰۱۶     | دارالسلام    | ۴۳       | تانزانیا             | ۲–۰   | مقدماتی جام ملت‌های آفریقا ۲۰۱۷  |
| ۲۸    | ۹ اکتبر ۲۰۱۶    | برازاویل     | ۴۵       | کنگو                 | ۲–۱   | مقدماتی جام جهانی ۲۰۱۸          |
| ۲۹    | ۱۳ نوامبر ۲۰۱۶  | اسکندریه     | ۴۶       | غنا                  | ۲–۰   | مقدماتی جام جهانی ۲۰۱۸          |
| ۳۰    | ۲۵ ژانویه ۲۰۱۷  | پورت جنتیل   | ۵۰       | غنا                  | ۱–۰   | جام ملت‌های آفریقا ۲۰۱۷          |
| ۳۱    | ۱ فوریه ۲۰۱۷    | لیبرویل      | ۵۲       | بورکینافاسو          | ۱–۱   | جام ملت‌های آفریقا ۲۰۱۷          |
| ۳۲    | ۵ سپتامبر ۲۰۱۷  | اسکندریه     | ۵۶       | اوگاندا              | ۱–۰   | مقدماتی جام جهانی ۲۰۱۸          |
| ۳۳    | ۸ اکتبر ۲۰۱۷    | اسکندریه     | ۵۷       | کنگو                 | ۲–۱   | مقدماتی جام جهانی ۲۰۱۸          |
| ۳۴    | ۸ اکتبر ۲۰۱۷    | اسکندریه     | ۵۷       | کنگو                 | ۲–۱   | مقدماتی جام جهانی ۲۰۱۸          |
| ۳۵    | ۲۳ مارس ۲۰۱۸    | زوریخ        | ۵۸       | پرتغال               | ۱–۲   | دوستانه                         |
| ۳۶    | ۱۹ ژوئن ۲۰۱۸    | سنت پترزبورگ | ۵۹       | روسیه                | ۱–۳   | جام جهانی ۲۰۱۸ روسیه            |
| ۳۷    | ۲۵ ژوئن ۲۰۱۸    | ولگوگراد     | ۶۰       | عربستان              | ۱–۲   | جام جهانی ۲۰۱۸ روسیه            |
| ۳۸    | ۸ سپتامبر ۲۰۱۸  | اسکندریه     | ۶۱       | نیجر                 | ۶–۰   | مقدماتی جام ملت‌های آفریقا ۲۰۱۹  |
| ۳۹    | ۸ سپتامبر ۲۰۱۸  | اسکندریه     | ۶۱       | نیجر                 | ۶–۰   | مقدماتی جام ملت‌های آفریقا ۲۰۱۹  |
| ۴۰    | ۱۲ اکتبر ۲۰۱۸   | قاهره        | ۶۲       | اسواتینی             | ۴–۱   | مقدماتی جام ملت‌های آفریقا ۲۰۱۹  |
| ۴۱    | ۱۶ نوامبر ۲۰۱۸  | اسکندریه     | ۶۳       | تونس                 | ۳–۲   | مقدماتی جام ملت‌های آفریقا ۲۰۱۹  |
| ۴۲    | ۲۶ ژوئن ۲۰۱۹    | قاهره        | ۶۶       | کنگو                 | ۲–۰   | جام ملت‌های آفریقا ۲۰۱۹          |
| ۴۳    | ۳۰ ژوئن ۲۰۱۹    | قاهره        | ۶۷       | اوگاندا              | ۲–۰   | جام ملت‌های آفریقا ۲۰۱۹          |
| ۴۴    | ۲۹ مارس ۲۰۲۱    | قاهره        | ۷۰       | کومور                | ۴–۰   | مقدماتی جام ملت‌های آفریقا ۲۰۲۱  |
| ۴۵    | ۲۹ مارس ۲۰۲۱    | قاهره        | ۷۰       | کومور                | ۴–۰   | مقدماتی جام ملت‌های آفریقا ۲۰۲۱  |
| ۴۶    | ۱۵ ژانویه ۲۰۲۲  | گاروا        | ۷۷       | گینه بیسائو          | ۱–۰   | جام ملت‌های آفریقا ۲۰۲۱          |
| ۴۷    | ۳۰ ژانویه ۲۰۲۲  | یائونده      | ۸۰       | مراکش                | ۲–۱   | جام ملت‌های آفریقا ۲۰۲۱          |
| ۴۸    | ۲۳ سپتامبر ۲۰۲۲ | اسکندریه     | ۸۶       | نیجر                 | ۳–۰   | دوستانه                         |
| ۴۹    | ۲۳ سپتامبر ۲۰۲۲ | اسکندریه     | ۸۶       | نیجر                 | ۳–۰   | دوستانه                         |
| ۵۰    | ۲۴ مارس ۲۰۲۳    | قاهره        | ۸۸       | مالاوی               | ۲–۰   | مقدماتی جام ملت‌های آفریقا ۲۰۲۳  |
| ۵۱    | ۲۸ مارس ۲۰۲۳    | لیلونگوه     | ۸۹       | مالاوی               | ۴–۰   | مقدماتی جام ملت‌های آفریقا ۲۰۲۳  |
| ۵۲    | ۱۶ نوامبر ۲۰۲۳  | قاهره        | ۹۴       | جیبوتی               | ۶–۰   | مقدماتی جام جهانی ۲۰۲۶          |
| ۵۳    | ۱۶ نوامبر ۲۰۲۳  | قاهره        | ۹۴       | جیبوتی               | ۶–۰   | مقدماتی جام جهانی ۲۰۲۶          |
| ۵۴    | ۱۶ نوامبر ۲۰۲۳  | قاهره        | ۹۴       | جیبوتی               | ۶–۰   | مقدماتی جام جهانی ۲۰۲۶          |
| ۵۵    | ۱۶ نوامبر ۲۰۲۳  | قاهره        | ۹۴       | جیبوتی               | ۶–۰   | مقدماتی جام جهانی ۲۰۲۶          |
| ۵۶    | ۱۴ ژانویه ۲۰۲۴  | آبیجان       | ۹۷       | موزامبیک             | ۲–۲   | جام ملت‌های آفریقا ۲۰۲۳          |
| ۵۷    | ۱۰ ژوئن ۲۰۲۴    | بیسائو       | ۱۰۰      | گینه بیسائو          | ۱–۱   | مقدماتی جام جهانی ۲۰۲۶          |
| ۵۸    | ۱۰ سپتامبر ۲۰۲۴ | فرانسیس تاون | ۱۰۲      | بوتسوانا             | ۴–۰   | مقدماتی جام ملت های آفریقا ۲۰۲۵ |
| ۵۹    | ۱۱ اکتبر ۲۰۲۴   | کلاریو       | ۱۰۳      | موریتانی             | ۲–۰   | مقدماتی جام ملت های آفریقا ۲۰۲۵ |
| ۶۰    | ۲۱ مارس ۲۰۲۵    | کازابلانکا   | ۱۰۴      | اتیوپی               | ۲–۰   | مقدماتی جام جهانی ۲۰۲۶          |

## افتخارات
بازل
- سوپر لیگ سوئیس: ۱۳–۲۰۱۲
- جام حذفی سوئیس نایب قهرمان: ۱۳–۲۰۱۲

لیورپول
- لیگ برتر فوتبال انگلستان: ۲۰–۲۰۱۹، ۲۰۲۴–۲۵[۱۳۰]، نایب قهرمان: ۱۹–۲۰۱۸، ۲۲–۲۰۲۱
- لیگ قهرمانان اروپا: ۲۰۱۸–۲۰۱۹[۱۳۱]، نایب قهرمان: ۲۰۱۷–۱۸، ۲۰۲۱–۲۲
- سوپر جام اروپا: ۲۰۱۹[۱۳۲]
- جام باشگاه‌های جهان: ۲۰۱۹[۱۳۳]
- جام حذفی انگلستان: ۲۰۲۱–۲۲
- جام خیریه انگلستان: ۲۰۲۲، نایب قهرمان: ۲۰۱۹، ۲۰۲۰

مصر
- جام ملت‌های آفریقا نایب قهرمان: ۲۰۱۷[۱۳۴]، ۲۰۲۱[۱۳۵]
- فردی
- بازیکن فصل رم: ۱۶–۲۰۱۵[۱۳۶]
- بازیکن فوتبال سال آفریقا: ۲۰۱۷، ۲۰۱۸[۱۳۷][۱۳۸]
- بازیکن سال پی‌اف‌ای: ۲۰۱۷–۱۸، ۲۰۲۱–۲۲[۱۳۹]
- کفش طلای لیگ برتر انگلستان: ۲۰۱۷–۱۸، ۲۰۱۸–۱۹، ۲۰۲۱–۲۲، ۲۰۲۴–۲۵[۱۴۰]
- بازیکن فصل لیگ برتر انگلستان: ۱۸–۲۰۱۷، ۲۰۲۴–۲۵[۱۴۱]
- جزو تیم سال پی‌اف‌ای: ۱۸–۲۰۱۷، ۲۰۲۰–۲۱، ۲۰۲۱–۲۲
- بهترین بازیکن سال باشگاه لیورپول: ۲۰۱۷–۱۸، ۲۰۲۰–۲۱، ۲۰۲۱–۲۲، ۲۰۲۳–۲۴[۱۴۲]
- جزو ترکیب فصل لیگ قهرمانان اروپا: ۱۸–۲۰۱۷[۱۴۳]
- بازیکن سال انجمن نویسندگان فوتبال انگلستان: ۱۸–۲۰۱۷، ۲۲–۲۰۲۱، ۲۵–۲۰۲۴